# Nyerges fácán

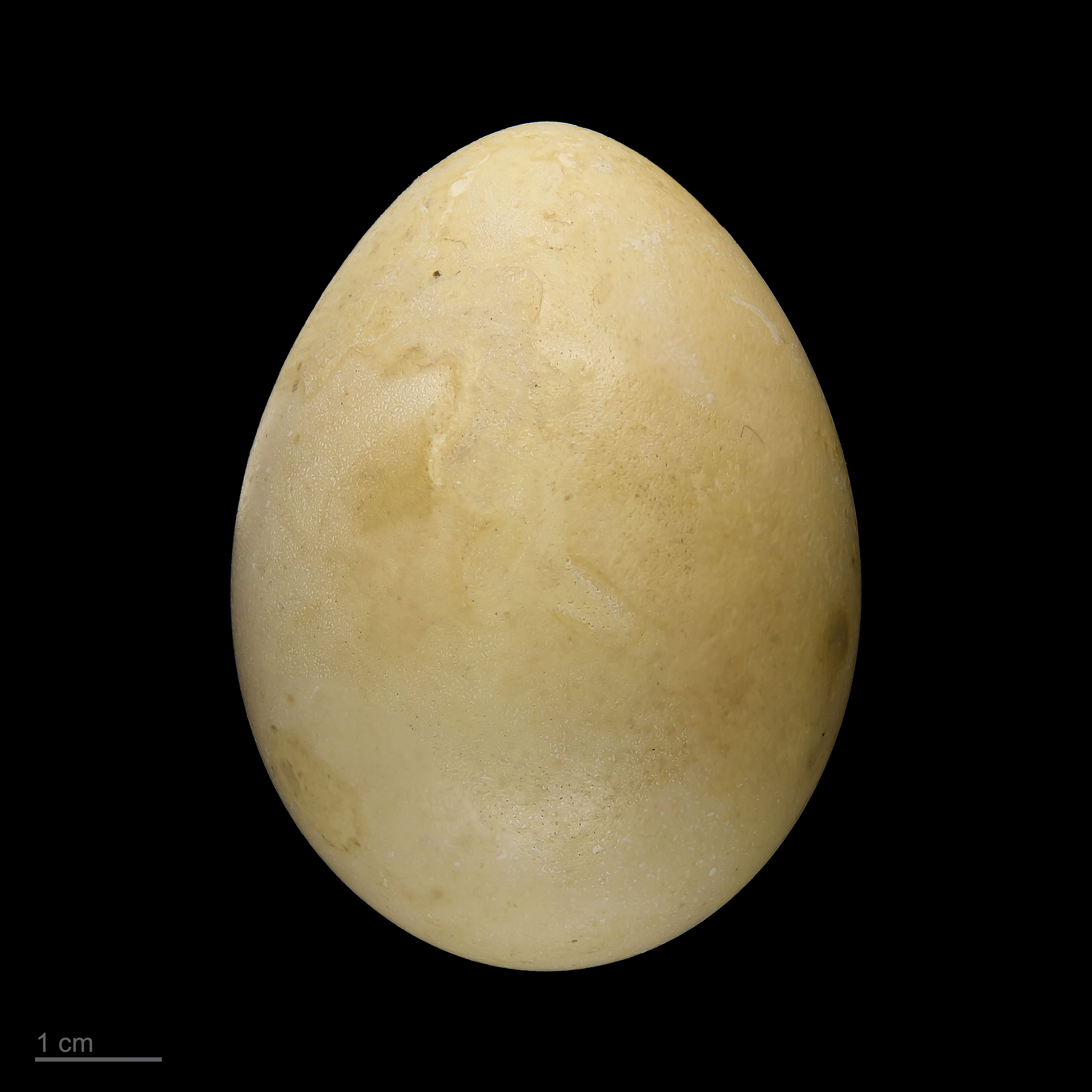
Tojása a toulouse-i múzeumban (Jacques Perrin de Brichambaut gyűjteményében)

A nyerges fácán (Lophura swinhoii) a madarak osztályának tyúkalakúak (Galliformes) rendjébe és a fácánfélék (Phasianidae) családjába tartozó faj.
Nevét Robert Swinhoe brit ornitológus után kapta, aki a fajt 1862-ben felfedezte.

## Előfordulása
Tajvan szigetén honos. Hegyi jellegű erdőkben él 2000 és 2300 méteres tengerszint feletti magasság között.
A szintén endemikus mikádófácánnal (Syrmaticus mikado) együtt a szigetország nemzeti madarai.

## Megjelenése
A hím testhossza 80 centiméter, ebből a farok 41–50 cm hosszú. Súlya 1200 gramm. A tyúk kisebb testű, testhossza 50 centiméter, súlya 1100 gramm.
A kakas színpompás tollazata miatt a nyerges fácánokat szívesen sorolják a legszebb fácánok közé. A fő szín a kék. A feje, nyaka, melle, hasa és farka töve kékes fényű, válla barnás, hátán egy nagy fehér folt látható, mely nyeregszerű. Erről kapta a faj a magyar nevét. A hasa selymesen sötétkék, a hátsó alsó része, a farok és a felső farok fedő tollak kékesfeketék, fémeskéken fénylő szegéllyel és bársonyfeketén sávozottak. Ettől elüt a két széles, fehér középső faroktoll, a nagy fehér folt a hát felső részén és a tarkón valamint a rövid, fehér bóbita. Vörös szín van a csillogóan  rézbarna-vörös, kis szárnyfedő tollakon, a kárminvörös lábszárakon és lábakon és csupasz, vérvörös az arcbőr vörösbarna szivárványhártyával.
Csupasz, a dürgésben megnyúló arclebenye élénk skarlátvörös. Írisze narancssárga, csőre zöldes-fehér sötét alappal, lába ragyogó kárminpiros.
A tojó, mint a fácánoknál általában jellegtelen megjelenésű. A lényegében barnás-szürke alapszíne a test felső részén lévő sárgás kereszt-csíkokkal és sárgás háromszögletű, feketés szegélyű foltokkal jó rejtő tollazatot biztosít.
A  barnás pehelytollú csibéknek sűrű, hosszú, bolyhos pehelytolla van, ami a testtől eláll. Ezáltal nagyobbnak tűnnek más fácánok csibéinél. A teljes felnőtt tollazat csak a második életévben színesedik ki. A fiatal kakasok alul sötétbarnásak, a tyúkok ezzel szemben inkább vörösbarnák.
|  |  |

## Életmódja
A nyerges fácán a hegyvidéki erdőket, a bambuszligeteket, buja, bokros, páfrányos vidékeket népesíti be.
Növényi részekkel, gyümölcsökkel, magvakkal és rovarokkal táplálkozik. Kisebb csapatokat alkot.

## Szaporodása
A dürgés már márciusban elkezdődik. Hogy területi igényét kinyilvánítsa, a kakas meredeken felegyenesedik és szárnyaival hangosan surrog, de nem hallat hívóhangot.
A dürgésnél úgy járja körül a tyúkot, hogy a tyúk felőli szárnyát lelógatja. Ilyenkor a farktollakat szétterjeszti és ferdén a tyúk felé fordítja (oldalsó dürgés). Ezen kívül a világítóan rubinvörös pofalebenyek homlokdudorai a felfokozott vértolulás miatt kis szarvakként felállnak. Fehér bóbitás fejét hirtelen le- fel mozgatja. A teljes dürgési eksztázisban ezen kívül még ugrásokat is tesz. Így mutatja be a kakas a kiválasztottjának teljes szépségét.
A tojó tojásait a földre, egyszerű gödörbe rakja. A fészekalja 6-12 mattvöröses viszonylag nagy tojásból áll. A költési időszak 25-28 nap. A kikelt fiókák két-három napos korukban elhagyják a fészket és követik anyjukat.

## Természetvédelmi helyzete

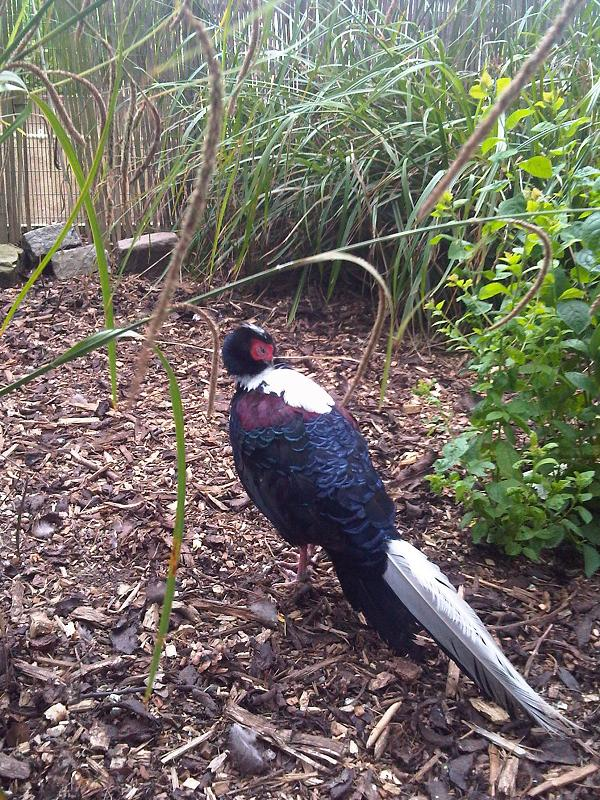
Hím nyerges fácán, díszmadárként egy londoni parkban

Korábban Tajvan szigetén eléggé elterjedt faj volt. A szigeten végbement változások, elsősorban az erdőirtás miatt állományai lecsökkentek. Ma nagyjából 6000-6500 egyede élhet. Ezek java a Yushan Nemzeti Parkban él. Az itt élő egyedek védve vannak az erdőirtás okozta élőhelyvesztéstől, de a sziget egyéb helyein élő egyedeknél ez egy továbbra is fennálló veszélyforrás. Mivel életterük a sűrűn lakott szigeten erősen beszűkült, túlélésük veszélyben van. Ennek megfelelően a CITES I. függeléke szerint fokozottan védettnek minősülnek.
Szerencsére a nyerges fácánt kedvelt díszmadár faj. Fogságban viszonylag könnyen tartható, így világszerte több állatkertben, madárparkban és magántenyésztőnél élnek példányai. A nyerges fácánok nem támasztanak különösebb igényt az elhelyezéssel és az ápolással szemben. Jól tűrik az időjárás viszontagságait, robusztusak, jól költenek a szokásos (kisebb) volierekben is.